# Thomas Fearnley

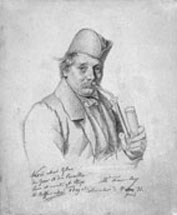
Autorretrato

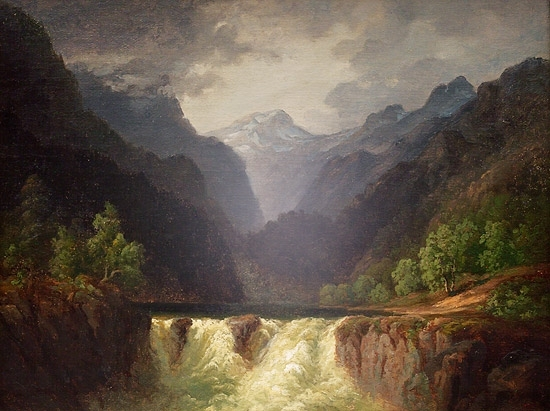
Paisaje montañoso

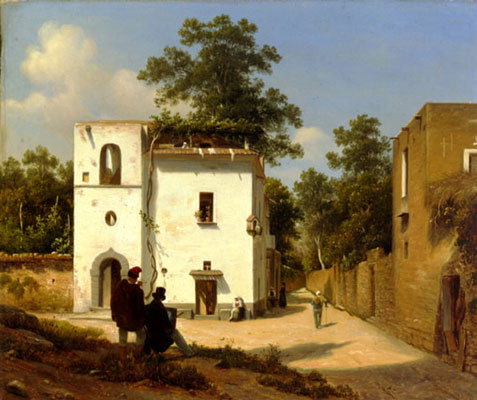
Sorrento

Thomas Fearnley (Frederikshald, 27 de diciembre de 1802 - Múnich, 16 de enero de 1842). Fue un pintor noruego, uno de los más importantes representantes del nacionalismo romántico de su país. Junto a Johan Christian Dahl es considerado "el padre de la pintura moderna en Noruega". Son notables sus espectaculares paisajes en los que juega con las sombras y la luz.
Era hijo de Thomas Fearnley, un comerciante noruego de ascendencia inglesa. Comenzó sus estudios en la Escuela de Artes y Artesanía de Cristianía (Oslo), junto a su amigo Jacob Mathias Calmeyer; después estudiaría en 1821 en la Real Academia Danesa de Arte, en Copenhague. De ahí pasó a Estocolmo a perfeccionar sus estudios, ganándose la simpatía del príncipe Óscar (futuro rey Óscar II). Realizó viajes de estudios a Noruega (1824 y 1826); en 1826, durante un viaje a Vestlandet, conoció a J. C. Dahl, artista pionero del nacionalismo romántico en Noruega. En 1828 se trasladó a Dresde para aprender las técnicas de Dahl; permaneció en tierras de habla germana hasta 1832, residiendo también en Salzburgo, Múnich y Suiza.
En 1832 viajó a Italia, país donde trabajó por tres años antes de regresar a Suiza, donde dedicó su obra principalmente a la representación de los glaciares. Otros viajes de estudios lo llevaron a los Países Bajos, Londres y París antes de regresar a Noruega en 1838. En su país natal encontró la fuente de inspiración en los paisajes montañosos, entre ellos el valle de Romsdal, los glaciares y los ríos.
Falleció en 1842 en Múnich, mientras realizaba un nuevo viaje a través de varios países europeos.